# Nicola Biondi
Pour les articles homonymes, voir Biondi.
Nicola Biondi, né le 7 octobre 1866 à Capoue et mort le 25 novembre 1929 à Naples, est un peintre italien.

## Biographie
Né à Capoue, il étudie à l'Istituto di Belle Arti de Naples. Sa thématique est éclectique et comprend des scènes de genre et des portraits en tenue paysanne. Il expose à la Promotrice de Naples son tableau nocturne Una partita. A Rome, il expose Ultima prova. Parmi ses élèves se trouve Scarano Marcello. Nicola Biondi meurt en 1929 à Naples.